# Uttringe gård
Uttringe gård är en herrgård och tidigare säteri i Rönninge i Salems socken i Salems kommun, vid sjön Uttrans norra strand. Gården är kanske mest känd för sin sista enskilda ägare, Wilhelmina af Tibell, som 1875 skrev boken Beskrifning öfver Uttringe och Rönninge om gårdens historia. Sedan 1906 ägs huvudbyggnaden med omgivningar av Svenska folkdansens vänner.

## Historia
Landskapet kring Uttringe har varit bebott länge. I en sluttning strax nordost om gården finns ett gravfält från yngre järnåldern (RAÄ-nummer Salem 306:1) med omkring 55 fornlämningar.

## Historik
Gården kan troligen föras tillbaka till omkring 500 e.Kr., och omnämns första gången 1362. Dess förste kände ägare är Johan Pedersson Bååt under Sten Sture den äldres riksföreståndarskap. Nästa namngivne ägare, Birger (Börje) Eriksson, sålde 1538 egendomen till Gustav Vasa.  Uttringe ägdes sedan efter varandra av hertigarna Johan (sedermera Johan III), hans son Johan av Östergötland och Karl Filip, och brukades av arrendatorer.
År 1654 såldes Uttringe med underlydande torp till sekreteraren i bergskollegium M. Lindeström. Han förvandlade det forna torpet Rönninge till säteri och uppförde 1662 dess huvudbyggnad, som står kvar än i dag.

## Nuvarande gården
Den sista enskilda ägaren till Uttringe var Gustaf Wilhelm af Tibells dotter Wilhelmina af Tibell, som skrivit Rönninges historia (Beskrifning öfver Uttringe och Rönninge från 1480 till 1870, 1875). 1896 köptes Uttringe och Rönninge gårdar av Rönninge AB, som avstyckade stora delar av marken till egnahems- och villatomter – det nuvarande samhället Rönninge. Kvarvarande delar av gården köptes av fru Helen Berg, som 1898 lät bygga en ny huvudbyggnad efter modell av Ladviks gård, som ligger i närheten av Bornsjön och som i sin tur inspirerades av Norsborgs herrgård. Det är speciellt entréns fronton som bäres upp av fyra kolonner och med element från antiken som är av samma stildrag. År 1906 donerade hon gården till Svenska folkdansens vänner.

## Bilder

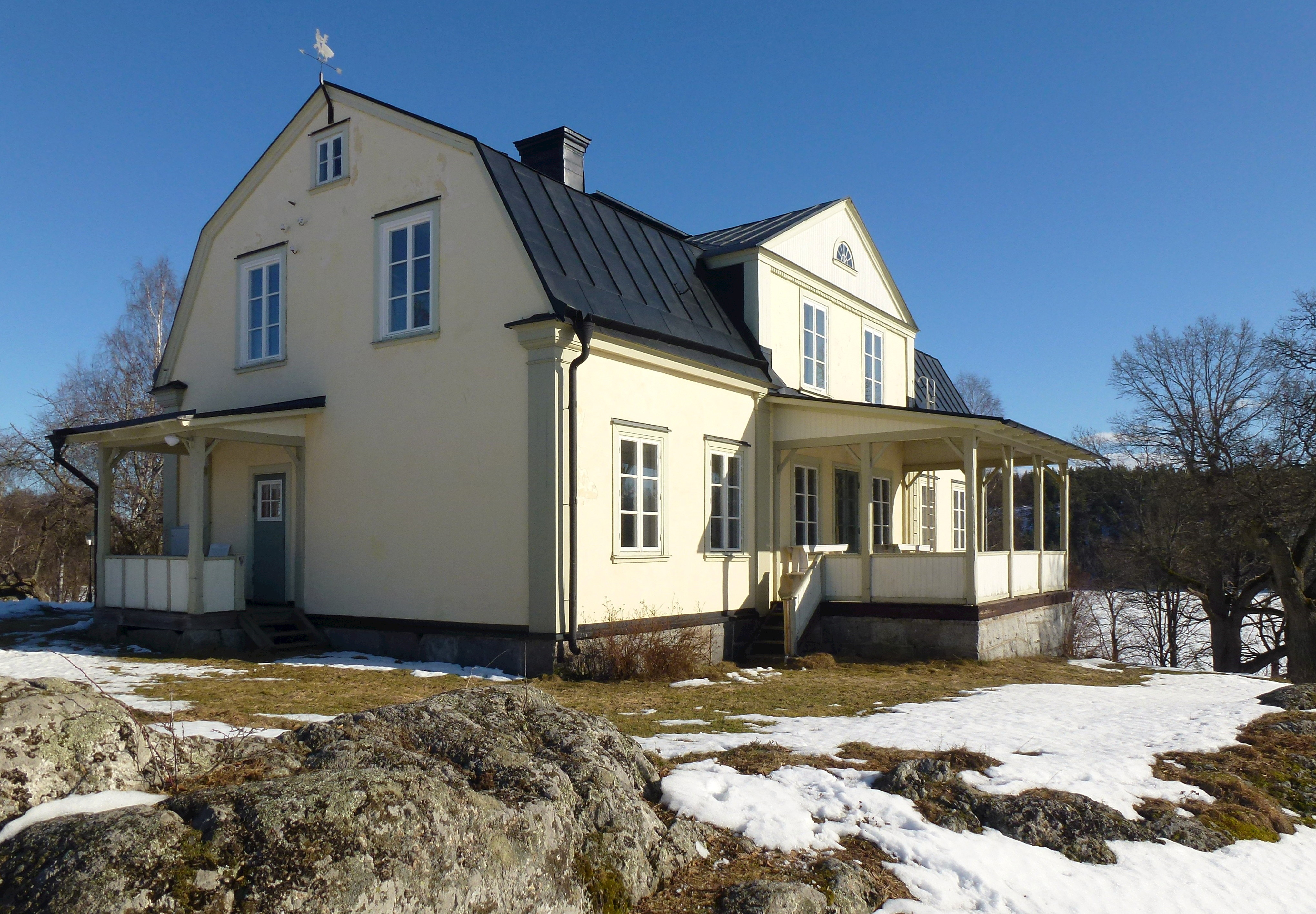
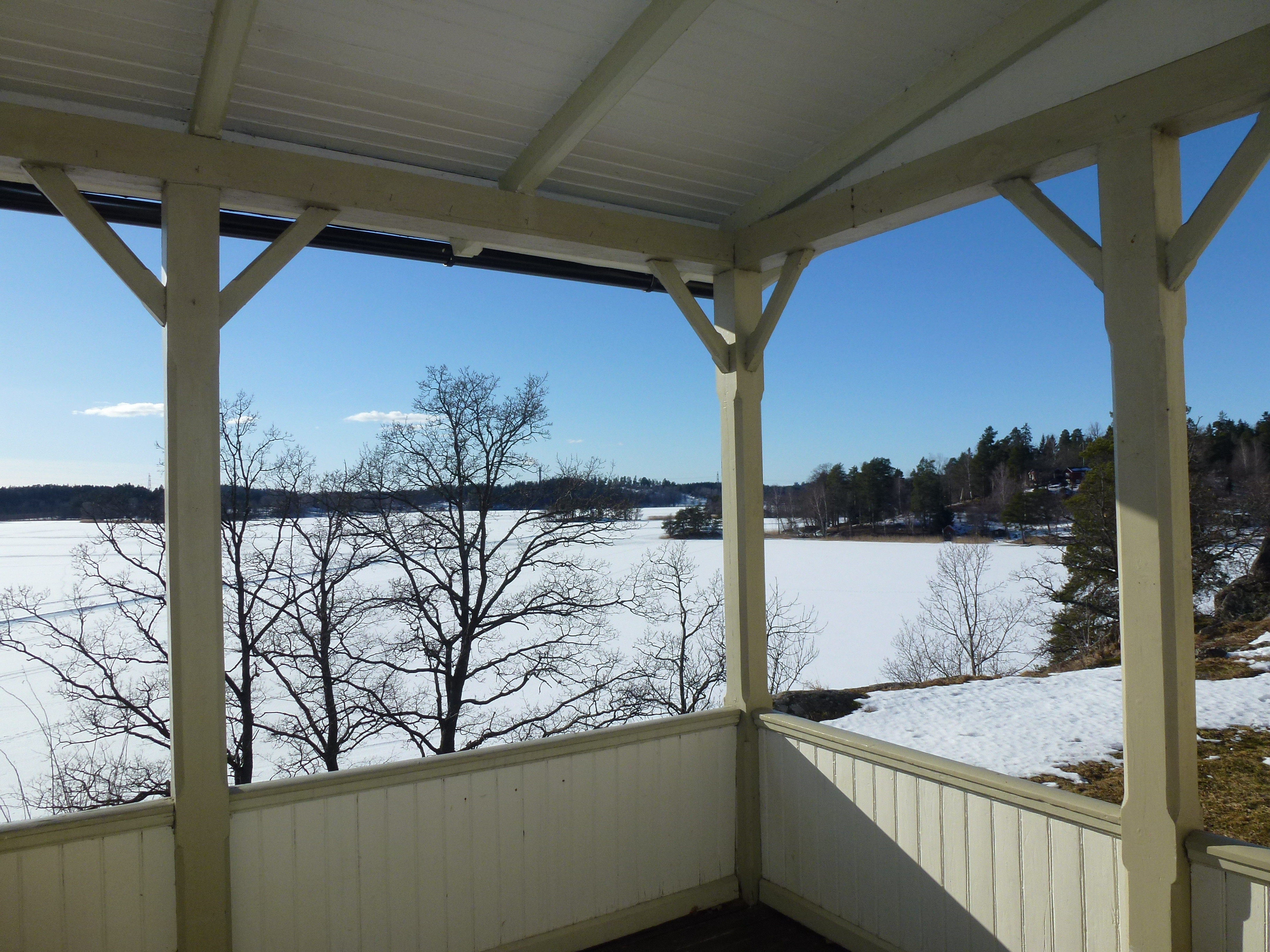
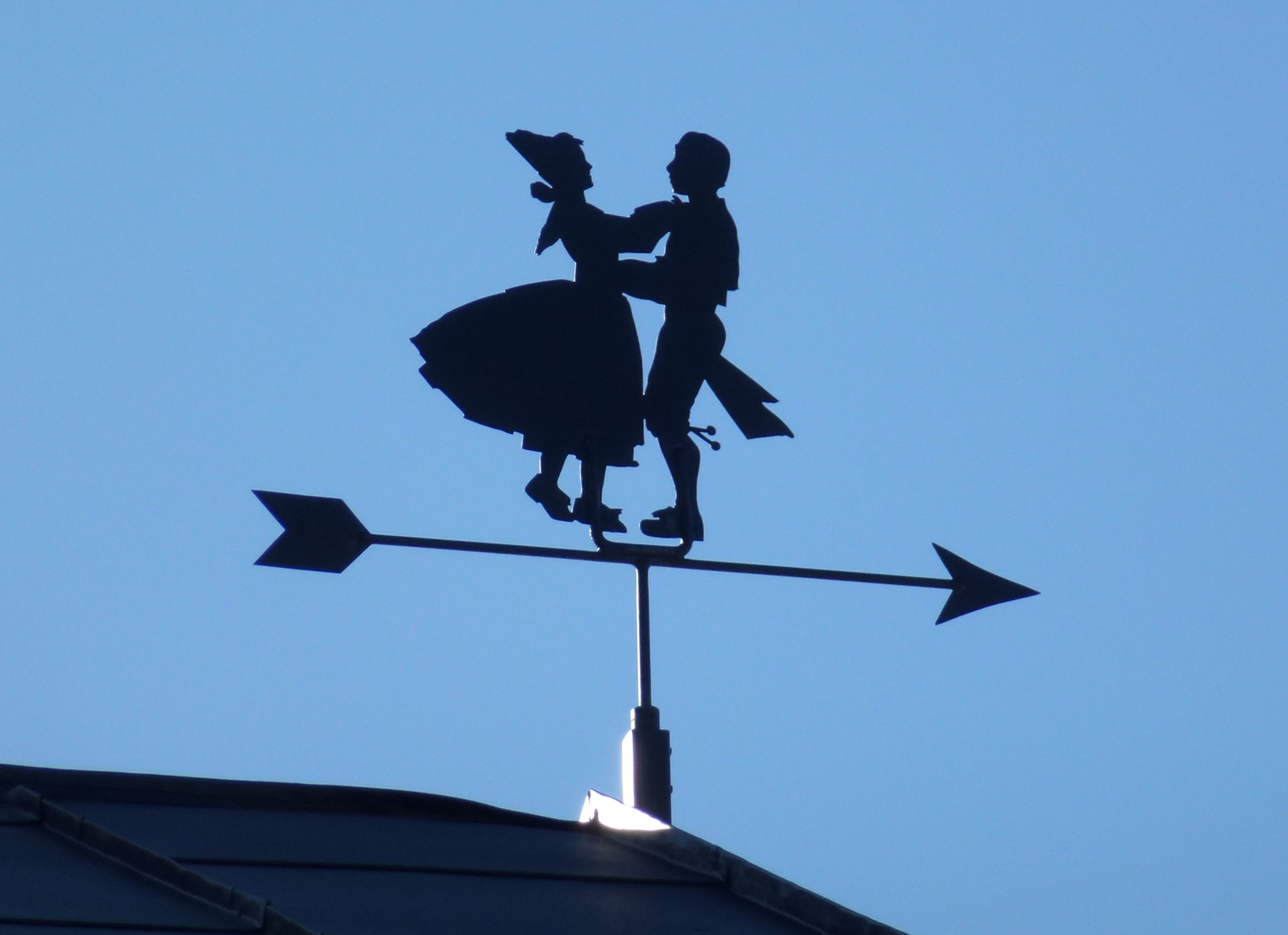
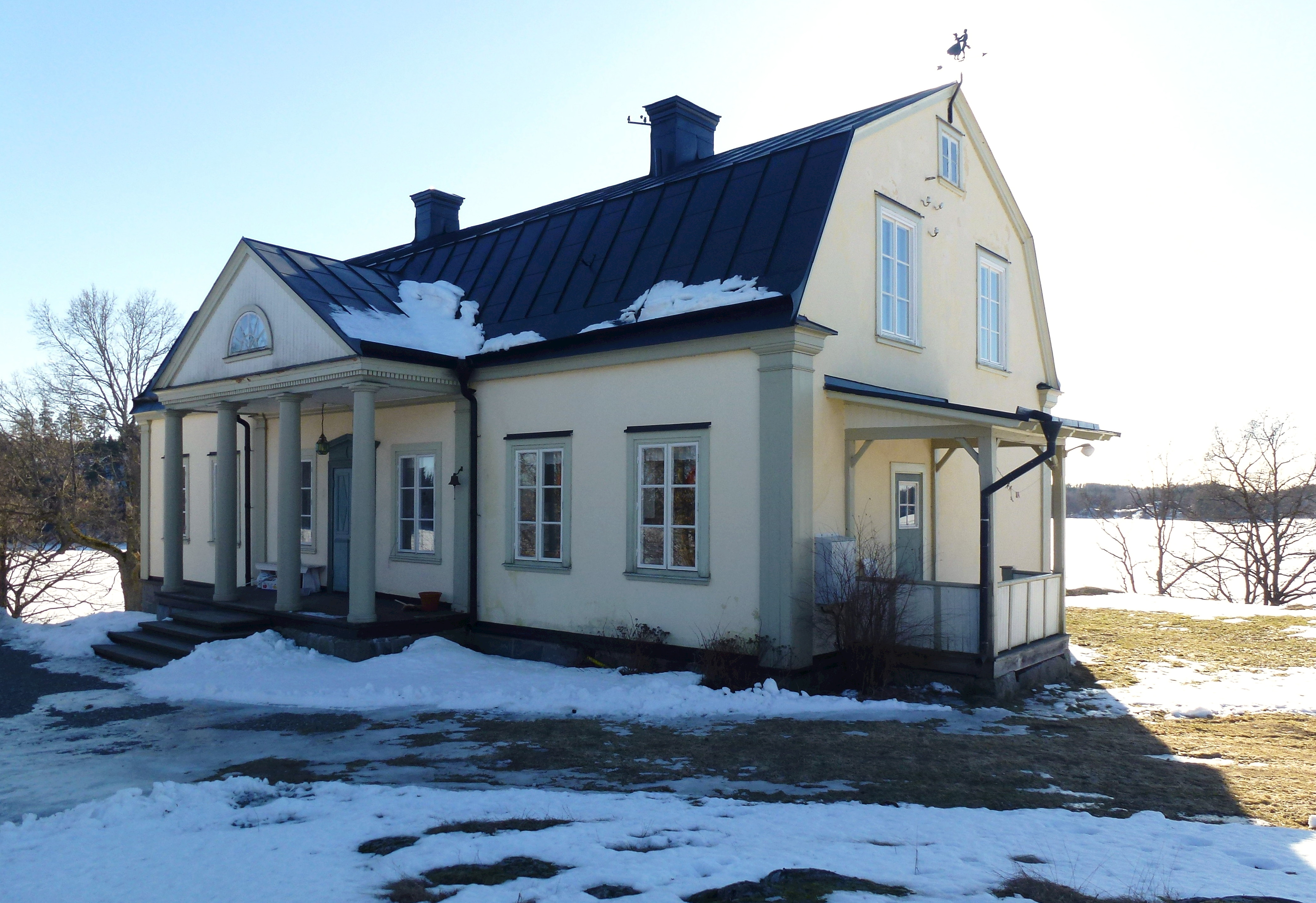